# Stazioni ferroviarie del Giappone (N)
| Stazioni ferroviarie del Giappone | Stazioni ferroviarie del Giappone | Stazioni ferroviarie del Giappone | Stazioni ferroviarie del Giappone | Stazioni ferroviarie del Giappone | Stazioni ferroviarie del Giappone | Stazioni ferroviarie del Giappone | Stazioni ferroviarie del Giappone | Stazioni ferroviarie del Giappone | Stazioni ferroviarie del Giappone | Stazioni ferroviarie del Giappone | Stazioni ferroviarie del Giappone | Stazioni ferroviarie del Giappone | Stazioni ferroviarie del Giappone | Stazioni ferroviarie del Giappone | Stazioni ferroviarie del Giappone | Stazioni ferroviarie del Giappone | Stazioni ferroviarie del Giappone | Stazioni ferroviarie del Giappone | Stazioni ferroviarie del Giappone | Stazioni ferroviarie del Giappone |
| --------------------------------- | --------------------------------- | --------------------------------- | --------------------------------- | --------------------------------- | --------------------------------- | --------------------------------- | --------------------------------- | --------------------------------- | --------------------------------- | --------------------------------- | --------------------------------- | --------------------------------- | --------------------------------- | --------------------------------- | --------------------------------- | --------------------------------- | --------------------------------- | --------------------------------- | --------------------------------- | --------------------------------- |
| A                                 | B                                 | C                                 | D                                 | E                                 | F                                 | G                                 | H                                 | I                                 | J                                 | KL                                | M                                 | N                                 | OP                                | R                                 | S                                 | T                                 | U                                 | W                                 | Y                                 | Z                                 |

## Lista delle stazioni

### Na
| Stazione di Nabari                           | 名張駅（なばり）                                     |
| Stazione di Nabata                           | 菜畑駅（なばた）                                     |
| Stazione di Nabekura                         | 鍋倉駅（なべくら）                                   |
| Stazione di Nabera                           | 鍋原駅（なべら）                                     |
| Stazione di Nabeshima                        | 鍋島駅（なべしま）                                   |
| Stazione di Nachi                            | 那智駅（なち）                                       |
| Stazione di Nada                             | 灘駅（なだ）                                         |
| Stazione di Nadachi                          | 名立駅（なだち）                                     |
| Stazione di Naebo                            | 苗穂駅（なえぼ）                                     |
| Stazione di Nagae                            | 長江駅（ながえ）                                     |
| Stazione di Nagahama                         | 長浜駅（ながはま）                                   |
| Stazione di Nagahara (Shiga)                 | 永原駅（ながはら）                                   |
| Stazione di Nagahara (Osaka)                 | 長原駅 (大阪府)（ながはら）                          |
| Stazione di Nagahara (Tokyo)                 | 長原駅 (東京都)（ながはら）                          |
| Stazione di Nagahoribashi                    | 長堀橋駅（ながほりばし）                             |
| Stazione di Nagai (Yamagata)                 | 長井駅（ながい）                                     |
| Stazione di Nagai (Osaka)                    | 長居駅（ながい）                                     |
| Stazione di Nagaike                          | 長池駅（ながいけ）                                   |
| Stazione di Nagaizumi-Nameri                 | 長泉なめり駅（ながいずみなめり）                     |
| Stazione di Nagakute-Kosenjō                 | 長久手古戦場駅（ながくてこせんじょう）               |
| Stazione di Nagamachi                        | 長町駅（ながまち）                                   |
| Stazione di Nagamachi-Itchōme                | 長町一丁目駅（ながまちいっちょうめ）                 |
| Stazione di Nagamachi-Minami                 | 長町南駅（ながまちみなみ）                           |
| Stazione di Nagamine                         | 長峰駅（ながみね）                                   |
| Stazione di Nagamori                         | 長森駅（ながもり）                                   |
| Stazione di Naganawashiro                    | 長苗代駅（ながなわしろ）                             |
| Stazione di Nagano                           | 長野駅（ながの）                                     |
| Stazione di Naganohara-Kusatsuguchi          | 長野原草津口駅（ながのはらくさつぐち）               |
| Stazione di Naganuma (Shizuoka)              | 長沼駅 (静岡県)（ながぬま）                          |
| Stazione di Naganuma (Tokyo)                 | 長沼駅 (東京都)（ながぬま）                          |
| Stazione di Nagao (Kagawa)                   | 長尾駅 (香川県)（ながお）                            |
| Stazione di Nagao (Osaka)                    | 長尾駅 (大阪府)（ながお）                            |
| Stazione di Nagao (Saga)                     | 永尾駅（ながお）                                     |
| Stazione di Nagaoka                          | 長岡駅（ながおか）                                   |
| Stazione di Nagaokakyō                       | 長岡京駅（ながおかきょう）                           |
| Stazione di Nagaoka-Tenjin                   | 長岡天神駅（ながおかてんじん）                       |
| Stazione di Nagara                           | 長柄駅（ながら）                                     |
| Stazione di Nagareyama                       | 流山駅（ながれやま）                                 |
| Stazione di Nagareyamaonsen                  | 流山温泉駅（ながれやまおんせん）                     |
| Stazione di Nagareyama-centralpark           | 流山セントラルパーク駅（ながれやませんとらるぱーく） |
| Stazione di Nagareyama Ōtakanomori           | 流山おおたかの森駅（ながれやまおおたかのもり）       |
| Stazione di Nagasaka                         | 長坂駅（ながさか）                                   |
| Stazione di Nagasaki (Nagasaki)              | 長崎駅 (長崎県)（ながさき）                          |
| Stazione di Nagasaki-daigakumae              | 長崎大学前駅（ながさきだいがくまえ）                 |
| Stazione di Nagasakiekimae                   | 長崎駅前駅（ながさきえきまえ）                       |
| Stazione di Nagasato                         | 長里駅（ながさと）                                   |
| Stazione di Nagasawa                         | 長沢駅（ながさわ）                                   |
| Stazione di Nagase                           | 長瀬駅（ながせ）                                     |
| Stazione di Nagashima                        | 長島駅（ながしま）                                   |
| Stazione di Nagashima Dam                    | 長島ダム駅（ながしまだむ）                           |
| Stazione di Nagashinojō                      | 長篠城駅（ながしのじょう）                           |
| Stazione di Nagasu                           | 長洲駅（ながす）                                     |
| Stazione di Nagata (Chiba)                   | 永田駅 (千葉県)（ながた）                            |
| Stazione di Nagata (Osaka)                   | 長田駅 (大阪府)（ながた）                            |
| Stazione di Nagata (Saitama)                 | 永田駅 (埼玉県)（ながた）                            |
| Stazione di Nagata (Kobe Subway)             | 長田駅 (神戸市営地下鉄)（ながた）                    |
| Stazione di Nagata (Shintetsu)               | 長田駅 (神戸電鉄)（ながた）                          |
| Stazione di Nagatachō                        | 永田町駅（ながたちょう）                             |
| Stazione di Nagataki                         | 長滝駅（ながたき）                                   |
| Stazione di Nagatani                         | 長谷駅 (広島県)（ながたに）                          |
| Stazione di Nagatanino                       | 長谷野駅（ながたにの）                               |
| Stazione di Nagato-Awano                     | 長門粟野駅（ながとあわの）                           |
| Stazione di Nagato-Furuichi                  | 長門古市駅（ながとふるいち）                         |
| Stazione di Nagato-Futami                    | 長門二見駅（ながとふたみ）                           |
| Stazione di Nagato-Misumi                    | 長門三隅駅（ながとみすみ）                           |
| Stazione di Nagato-Motoyama                  | 長門本山駅（ながともとやま）                         |
| Stazione di Nagato-Nagasawa                  | 長門長沢駅（ながとながさわ）                         |
| Stazione di Nagato-Ōi                        | 長門大井駅（ながとおおい）                           |
| Stazione di Nagatori                         | 長鳥駅（ながとり）                                   |
| Stazione di Nagatoro                         | 長瀞駅（ながとろ）                                   |
| Stazione di Nagatoshi                        | 長門市駅（ながとし）                                 |
| Stazione di Nagatoyumoto                     | 長門湯本駅（ながとゆもと）                           |
| Stazione di Nagatsuta                        | 長津田駅（ながつた）                                 |
| Stazione di Nagaura (Aichi)                  | 長浦駅 (愛知県)（ながうら）                          |
| Stazione di Nagaura (Chiba)                  | 長浦駅 (千葉県)（ながうら）                          |
| Stazione di Nagawa                           | 長和駅（ながわ）                                     |
| Stazione di Nagaya                           | 長屋駅（ながや）                                     |
| Stazione di Nagayama (Hokkaido)              | 永山駅（ながやま）                                   |
| Stazione di Nagayama (Aichi)                 | 長山駅（ながやま）                                   |
| Stazione di Nagayo                           | 長与駅（ながよ）                                     |
| Stazione di Nagi                             | 那岐駅（なぎ）                                       |
| Stazione di Nagisa (Gifu)                    | 渚駅 (岐阜県)（なぎさ）                              |
| Stazione di Nagisa (Nagano)                  | 渚駅 (長野県)（なぎさ）                              |
| Stazione di Nagiso                           | 南木曽駅（なぎそ）                                   |
| Stazione di Nagitsuji                        | 椥辻駅（なぎつじ）                                   |
| Stazione di Nago                             | 奈古駅（なご）                                       |
| Stazione di Nagonoura                        | 長太ノ浦駅（なごのうら）                             |
| Stazione di Nagose                           | 名越駅（なごせ）                                     |
| Stazione di Nagoya Dome-mae Yada             | ナゴヤドーム前矢田駅（なごやどーむまえやだ）         |
| Stazione di Nagoya                           | 名古屋駅（なごや）                                   |
| Stazione di Nagoyadaigaku                    | 名古屋大学駅（なごやだいがく）                       |
| Stazione di Nagoya Kamotsu Terminal          | 名古屋貨物ターミナル駅（なごやかもつたーみなる）     |
| Stazione di Nagoyakeibajōmae                 | 名古屋競馬場前駅（なごやけいばじょうまえ）           |
| Stazione di Nagoyakō                         | 名古屋港駅 (名古屋市営地下鉄)（なごやこう）          |
| Stazione di Nagoya-Minato                    | 名古屋港駅 (JR貨物)（なごやみなと）                  |
| Stazione di Nagusa                           | 名草駅（なぐさ）                                     |
| Stazione di Naguwa                           | 南桑駅（なぐわ）                                     |
| Stazione di Naha Airport                     | 那覇空港駅（なはくうこう）                           |
| Stazione di Nahari                           | 奈半利駅（なはり）                                   |
| Stazione di Naie                             | 奈井江駅（ないえ）                                   |
| Stazione di Naijōshi                         | 撫牛子駅（ないじょうし）                             |
| Stazione di Najima                           | 名島駅（なじま）                                     |
| Stazione di Naka                             | 那加駅（なか）                                       |
| Stazione di Nakaaibetsu                      | 中愛別駅（なかあいべつ）                             |
| Stazione di Nakaarai                         | 中荒井駅（なかあらい）                               |
| Stazione di Nakabaru                         | 中原駅（なかばる）                                   |
| Stazione di Nakada                           | 中田駅 (神奈川県)（なかだ）                          |
| Stazione di Nakafukawa                       | 中深川駅（なかふかわ）                               |
| Stazione di Nakafukura                       | 中福良駅（なかふくら）                               |
| Stazione di Nakafunyū                        | 中舟生駅（なかふにゅう）                             |
| Stazione di Nakafurano                       | 中富良野駅（なかふらの）                             |
| Stazione di Nakafutō (Hyogo)                 | 中埠頭駅（なかふとう）                               |
| Stazione di Nakafutō (Osaka)                 | 中ふ頭駅（なかふとう）                               |
| Stazione di Nakagami                         | 中神駅（なかがみ）                                   |
| Stazione di Nakagawa (Kanagawa)              | 中川駅 (神奈川県)（なかがわ）                        |
| Stazione di Nakagawa (Yamagata)              | 中川駅 (山形県)（なかがわ）                          |
| Stazione di Nakagawara (Mie)                 | 中川原駅（なかがわら）                               |
| Stazione di Nakagawara (Tokyo)               | 中河原駅（なかがわら）                               |
| Stazione di Nakagaya                         | 中萱駅（なかがや）                                   |
| Stazione di Nakagomi                         | 中込駅（なかごみ）                                   |
| Stazione di Naka-Gōra                        | 中強羅駅（なかごうら）                               |
| Stazione di Nakagoya                         | 中小屋駅（なかごや）                                 |
| Stazione di Nakahagi                         | 中萩駅（なかはぎ）                                   |
| Stazione di Nakahama                         | 中浜駅（なかはま）                                   |
| Stazione di Nakahanda                        | 中判田駅（なかはんだ）                               |
| Stazione di Nakahata                         | 中畑駅 (広島県)（なかはた）                          |
| Stazione di Nakai                            | 中井駅（なかい）                                     |
| Stazione di Nakaiburi                        | 中飯降駅（なかいぶり）                               |
| Stazione di Nakaisamurai                     | 中井侍駅（なかいさむらい）                           |
| Stazione di Naka-Itabashi                    | 中板橋駅（なかいたばし）                             |
| Stazione di Nakaizumi                        | 中泉駅（なかいずみ）                                 |
| Stazione di Nakajima                         | 中島駅 (愛知県)（なかじま）                          |
| Stazione di Nakajimafutō                     | 中島埠頭駅（なかじまふとう）                         |
| Stazione di Nakajimakōen                     | 中島公園駅（なかじまこうえん）                       |
| Stazione di Nakajimakōen-dōri                | 中島公園通駅（なかじまこうえんどおり）               |
| Stazione di Nakajō                           | 中条駅（なかじょう）                                 |
| Stazione di Nakakazumi                       | 中加積駅（なかかづみ）                               |
| Stazione di Naka-Karuizawa                   | 中軽井沢駅（なかかるいざわ）                         |
| Stazione di Nakakawabe                       | 中川辺駅（なかかわべ）                               |
| Stazione di Nakakido                         | 仲木戸駅（なかきど）                                 |
| Stazione di Naka-Komono                      | 中菰野駅（なかこもの）                               |
| Stazione di Nakakōen                         | 中公園駅（なかこうえん）                             |
| Stazione di Nakama                           | 中間駅（なかま）                                     |
| Stazione di Nakamachidai                     | 仲町台駅（なかまちだい）                             |
| Stazione di Nakamatsu                        | 中松駅（なかまつ）                                   |
| Stazione di Nakamatsue                       | 中松江駅（なかまつえ）                               |
| Stazione di Naka-Meguro                      | 中目黒駅（なかめぐろ）                               |
| Stazione di Nakaminato                       | 那珂湊駅（なかみなと）                               |
| Stazione di Nakamita                         | 中三田駅（なかみた）                                 |
| Stazione di Nakamiyori-Onsen                 | 中三依温泉駅（なかみよりおんせん）                   |
| Stazione di Nakamizuno                       | 中水野駅（なかみずの）                               |
| Stazione di Nakamozu                         | 中百舌鳥駅（なかもず）                               |
| Stazione di Nakamura                         | 中村駅（なかむら）                                   |
| Stazione di Nakamurabashi                    | 中村橋駅（なかむらばし）                             |
| Stazione di Nakamura Kōen                    | 中村公園駅（なかむらこうえん）                       |
| Stazione di Nakamura Kuyakusho               | 中村区役所駅（なかむらくやくしょ）                   |
| Stazione di Nakamura Nisseki                 | 中村日赤駅（なかむらにっせき）                       |
| Stazione di Nakamyō                          | 中名駅（なかみょう）                                 |
| Stazione di Naka-Namerikawa                  | 中滑川駅（なかなめりかわ）                           |
| Stazione di Nakane                           | 中根駅（なかね）                                     |
| Stazione di Nakano (Gunma)                   | 中野駅 (群馬県)（なかの）                            |
| Stazione di Nakano (Tokyo)                   | 中野駅 (東京都)（なかの）                            |
| Stazione di Nakanobu                         | 中延駅（なかのぶ）                                   |
| Stazione di Nakanochō                        | 仲ノ町駅（なかのちょう）                             |
| Stazione di Nakano-Fujimicho                 | 中野富士見町駅（なかのふじみちょう）                 |
| Stazione di Nakanogō                         | 中之郷駅（なかのごう）                               |
| Stazione di Nakanohigashi                    | 中野東駅（なかのひがし）                             |
| Stazione di Nakanojō                         | 中之条駅（なかのじょう）                             |
| Stazione di Nakano-Matsukawa                 | 中野松川駅（なかのまつかわ）                         |
| Stazione di Nakanosakae                      | 中野栄駅（なかのさかえ）                             |
| Stazione di Nakano-Sakaue                    | 中野坂上駅（なかのさかうえ）                         |
| Stazione di Nakanosawa                       | 中ノ沢駅（なかのさわ）                               |
| Stazione di Nakanoshima (Hokkaido)           | 中の島駅（なかのしま）                               |
| Stazione di Nakanoshima (Kanagawa)           | 中野島駅（なかのしま）                               |
| Stazione di Nakanoshima (Osaka)              | 中之島駅（なかのしま）                               |
| Stazione di Nakanoshinbashi                  | 中野新橋駅（なかのしんばし）                         |
| Stazione di Nakanoshō                        | 中ノ庄駅（なかのしょう）                             |
| Stazione di Nakaoguni                        | 中小国駅（なかおぐに）                               |
| Stazione di Naka-Okachimachi                 | 仲御徒町駅（なかおかちまち）                         |
| Stazione di Naka-Okazaki                     | 中岡崎駅（なかおかざき）                             |
| Stazione di Nakaotai                         | 中小田井駅（なかおたい）                             |
| Stazione di Nakasasebo                       | 中佐世保駅（なかさせぼ）                             |
| Stazione di Nakasato (Iwate)                 | 中里駅 (岩手県)（なかさと）                          |
| Stazione di Nakasato (Nagano)                | 中佐都駅（なかさと）                                 |
| Stazione di Nakasawa                         | 中沢駅（なかさわ）                                   |
| Stazione di Nakaseko                         | 中瀬古駅（なかせこ）                                 |
| Stazione di Nakashari                        | 中斜里駅（なかしゃり）                               |
| Stazione di Nakashima                        | 中島駅 (広島県)（なかしま）                          |
| Stazione di Naka-Shimminato                  | 中新湊駅（なかしんみなと）                           |
| Stazione di Nakashioda                       | 中塩田駅（なかしおだ）                               |
| Stazione di Nakashō                          | 中庄駅（なかしょう）                                 |
| Stazione di Nakasuda                         | 中須田駅（なかすだ）                                 |
| Stazione di Naka-Sugaya                      | 中菅谷駅（なかすがや）                               |
| Stazione di Nakasuji                         | 中筋駅（なかすじ）                                   |
| Stazione di Nakasukawabata                   | 中洲川端駅（なかすかわばた）                         |
| Stazione di Nakata                           | 中田駅 (青森県)（なかた）                            |
| Stazione di Nakatabira                       | 中田平駅（なかたびら）                               |
| Stazione di Nakataku                         | 中多久駅（なかたく）                                 |
| Stazione di Nakatoppu                        | 中徳富駅（なかとっぷ）                               |
| Stazione di Nakatoyo                         | 中豊駅（なかとよ）                                   |
| Stazione di Nakatsu (Oita)                   | 中津駅 (大分県)（なかつ）                            |
| Stazione di Nakatsu (Hankyū)                 | 中津駅 (阪急)（なかつ）                              |
| Stazione di Nakatsu (Osaka Municipal Subway) | 中津駅 (大阪市営地下鉄)（なかつ）                    |
| Stazione di Naka-Tsubata                     | 中津幡駅（なかつばた）                               |
| Stazione di Nakatsuchi                       | 中土駅（なかつち）                                   |
| Stazione di Nakatsugawa                      | 中津川駅（なかつがわ）                               |
| Stazione di Nakatsuma                        | 中妻駅（なかつま）                                   |
| Stazione di Nakatsuno                        | 中角駅（なかつの）                                   |
| Stazione di Nakaura                          | 中浦駅（なかうら）                                   |
| Stazione di Nakaurawa                        | 中浦和駅（なかうらわ）                               |
| Stazione di Nakayagi                         | 中八木駅（なかやぎ）                                 |
| Stazione di Nakayama (Hyogo)                 | 中山駅 (兵庫県)（なかやま）                          |
| Stazione di Nakayama (Kanagawa)              | 中山駅 (神奈川県)（なかやま）                        |
| Stazione di Nakayamadaira-Onsen              | 中山平温泉駅（なかやまだいらおんせん）               |
| Stazione di Nakayamadera                     | 中山寺駅（なかやまでら）                             |
| Stazione di Naka-Yamaga                      | 中山香駅（なかやまが）                               |
| Stazione di Nakayamaguchi                    | 中山口駅（なかやまぐち）                             |
| Stazione di Nakayamajuku                     | 中山宿駅（なかやまじゅく）                           |
| Stazione di Nakazakichō                      | 中崎町駅（なかざきちょう）                           |
| Stazione di Nakazato                         | 中里駅 (長崎県)（なかざと）                          |
| Stazione di Nakofunakata                     | 那古船形駅（なこふなかた）                           |
| Stazione di Nakoso                           | 勿来駅（なこそ）                                     |
| Stazione di Namamugi                         | 生麦駅（なまむぎ）                                   |
| Stazione di Namaze                           | 生瀬駅（なまぜ）                                     |
| Stazione di Namazuta                         | 鯰田駅（なまずた）                                   |
| Stazione di Namba                            | 難波駅（なんば）                                     |
| Stazione di Nambu-shijō                      | 南部市場駅（なんぶしじょう）                         |
| Stazione di Namegawa                         | 滑河駅（なめがわ）                                   |
| Stazione di Namegawa Island                  | 行川アイランド駅（なめがわアイランド）               |
| Stazione di Namerikawa                       | 滑川駅（なめりかわ）                                 |
| Stazione di Namezu                           | 滑津駅（なめづ）                                     |
| Stazione di Namie                            | 浪江駅（なみえ）                                     |
| Stazione di Namihana                         | 浪花駅（なみはな）                                   |
| Stazione di Namiita-Kaigan                   | 浪板海岸駅（なみいたかいがん）                       |
| Stazione di Namikata                         | 波方駅（なみかた）                                   |
| Stazione di Namikawa                         | 並河駅（なみかわ）                                   |
| Stazione di Namiki-chūō                      | 並木中央駅（なみきちゅうおう）                       |
| Stazione di Namikikita                       | 並木北駅（なみききた）                               |
| Stazione di Namino                           | 波野駅（なみの）                                     |
| Stazione di Namioka                          | 浪岡駅（なみおか）                                   |
| Stazione di Nanae                            | 七飯駅（ななえ）                                     |
| Stazione di Nanaehama                        | 七重浜駅（ななえはま）                               |
| Stazione di Nanai                            | 七井駅（なない）                                     |
| Stazione di Nanakōdai                        | 七光台駅（ななこうだい）                             |
| Stazione di Nanakubo                         | 七久保駅（ななくぼ）                                 |
| Stazione di Nanakuma                         | 七隈駅（ななくま）                                   |
| Stazione di Nanao                            | 七尾駅（ななお）                                     |
| Stazione di Nanasato                         | 七里駅（ななさと）                                   |
| Stazione di Nanatsugatake-Tozanguchi         | 七ヶ岳登山口駅（ななつがたけとざんぐち）             |
| Stazione di Nanatsuka                        | 七塚駅（ななつか）                                   |
| Stazione di Nanawa                           | 七和駅（ななわ）                                     |
| Stazione di Nangō                            | 南郷駅（なんごう）                                   |
| Stazione di Nangō Jūhatchōme                 | 南郷18丁目駅（なんごうじゅうはっちょうめ）           |
| Stazione di Nangō Jūsanchōme                 | 南郷13丁目駅（なんごうじゅうさんちょうめ）           |
| Stazione di Nangō Nanachōme                  | 南郷7丁目駅（なんごうななちょうめ）                  |
| Stazione di Naniwabashi                      | なにわ橋駅（なにわばし）                             |
| Stazione di Nanjai                           | 南蛇井駅（なんじゃい）                               |
| Stazione di Nanjō                            | 南条駅（なんじょう）                                 |
| Stazione di Nankōguchi                       | 南港口駅（なんこうぐち）                             |
| Stazione di Nankōhigashi                     | 南港東駅（なんこうひがし）                           |
| Stazione di Nanukamachi                      | 七日町駅（なぬかまち）                               |
| Stazione di Nan'yō-Shiyakusho                | 南陽市役所駅（なんようしやくしょ）                   |
| Stazione di Naoe                             | 直江駅（なおえ）                                     |
| Stazione di Naoetsu                          | 直江津駅（なおえつ）                                 |
| Stazione di Naokawa                          | 直川駅（なおかわ）                                   |
| Stazione di Naomi                            | 直見駅（なおみ）                                     |
| Stazione di Nara                             | 奈良駅（なら）                                       |
| Stazione di Naraguchi                        | 那良口駅（ならぐち）                                 |
| Stazione di Narahara                         | 楢原駅（ならはら）                                   |
| Stazione di Narai                            | 奈良井駅（ならい）                                   |
| Stazione di Narashino                        | 習志野駅（ならしの）                                 |
| Stazione di Narawa                           | 成岩駅（ならわ）                                     |
| Stazione di Narayama                         | 平城山駅（ならやま）                                 |
| Stazione di Narimasu                         | 成増駅（なります）                                   |
| Stazione di Narita                           | 成田駅（なりた）                                     |
| Stazione di Narita Airport                   | 成田空港駅（なりたくうこう）                         |
| Stazione di Narita Yukawa                    | 成田湯川駅（なりたゆかわ）                           |
| Stazione di Naritasan                        | 成田山駅（なりたさん）                               |
| Stazione di Naruishi                         | 鳴石駅（なるいし）                                   |
| Stazione di Naruko-Gotenyu                   | 鳴子御殿湯駅（なるこごてんゆ）                       |
| Stazione di Naruko Kita                      | 鳴子北駅（なるこきた）                               |
| Stazione di Naruko-Onsen                     | 鳴子温泉駅（なるこおんせん）                         |
| Stazione di Narumi                           | 鳴海駅（なるみ）                                     |
| Stazione di Naruo                            | 鳴尾駅（なるお）                                     |
| Stazione di Narusawa                         | 鳴沢駅（なるさわ）                                   |
| Stazione di Naruse                           | 成瀬駅（なるせ）                                     |
| Stazione di Narushima (Gunma)                | 成島駅 (群馬県)（なるしま）                          |
| Stazione di Narushima (Yamagata)             | 成島駅 (山形県)（なるしま）                          |
| Stazione di Narutaki                         | 鳴滝駅（なるたき）                                   |
| Stazione di Narutō                           | 鳴門駅（なると）                                     |
| Stazione di Narutō                           | 成東駅（なるとう）                                   |
| Stazione di Nasu-Shiobara                    | 那須塩原駅（なすしおばら）                           |
| Stazione di Nata                             | 奈多駅（なた）                                       |
| Stazione di Nate                             | 名手駅（なて）                                       |
| Stazione di Natori                           | 名取駅（なとり）                                     |
| Stazione di Natsui                           | 夏井駅（なつい）                                     |
| Stazione di Nawa (Aichi)                     | 名和駅 (愛知県)（なわ）                              |
| Stazione di Nawa (Tottori)                   | 名和駅 (鳥取県)（なわ）                              |
| Stazione di Nayoro                           | 名寄駅（なよろ）                                     |

### Ne
| Stazione di Nebukawa            | 根府川駅（ねぶかわ）               |
| Stazione di Nechi               | 根知駅（ねち）                     |
| Stazione di Negasa              | 根笠駅（ねがさ）                   |
| Stazione di Negishi (Fukushima) | 根岸駅 (福島県)（ねぎし）          |
| Stazione di Negishi (Kanagawa)  | 根岸駅 (神奈川県)（ねぎし）        |
| Stazione di Negoya              | 根小屋駅（ねごや）                 |
| Stazione di Nemoto              | 根本駅（ねもと）                   |
| Stazione di Nemuro              | 根室駅（ねむろ）                   |
| Stazione di Neppu               | 熱郛駅（ねっぷ）                   |
| Stazione di Nerima              | 練馬駅（ねりま）                   |
| Stazione di Nerima-Kasugachō    | 練馬春日町駅（ねりまかすがちょう） |
| Stazione di Nerima-Takanodai    | 練馬高野台駅（ねりまたかのだい）   |
| Stazione di Neu                 | 根雨駅（ねう）                     |
| Stazione di New Chitose Airport | 新千歳空港駅（しんちとせくうこう） |
| Stazione di Neyagawashi         | 寝屋川市駅（ねやがわし）           |
| Stazione di Nezu                | 根津駅（ねづ）                     |
| Stazione di Nezugaseki          | 鼠ヶ関駅（ねずがせき）             |

### Ni
| Stazione di Nibu                              | 丹生駅（にぶ）                                                  |
| Stazione di Nibuno                            | 仁豊野駅（にぶの）                                              |
| Stazione di Nichihara                         | 日原駅（にちはら）                                              |
| Stazione di Nichinan                          | 日南駅（にちなん）                                              |
| Stazione di Nichizengū                        | 日前宮駅（にちぜんぐう）                                        |
| Stazione di Niekawa                           | 贄川駅（にえかわ）                                              |
| Stazione di Nigata                            | 仁方駅（にがた）                                                |
| Stazione di Nigatake                          | 苦竹駅（にがたけ）                                              |
| Stazione di Nigatsuden                        | 二月田駅（にがつでん）                                          |
| Stazione di Nigawa                            | 仁川駅（にがわ）                                                |
| Stazione di Nigishima                         | 二木島駅（にぎしま）                                            |
| Stazione di Nigiwaibashi                      | 賑橋駅（にぎわいばし）                                          |
| Stazione di Niho                              | 仁保駅（にほ）                                                  |
| Stazione di Nihombashi                        | 日本橋駅 (東京都)（にほんばし）                                 |
| Stazione di Nihommatsu                        | 二本松駅（にほんまつ）                                          |
| Stazione di Nihongi                           | 二本木駅（にほんぎ）                                            |
| Stazione di Nihongiguchi                      | 二本木口駅（にほんぎぐち）                                      |
| Stazione di Nihon-heso-kōen                   | 日本へそ公園駅（にほんへそこうえん）                            |
| Stazione di Nihon-ōdōri                       | 日本大通り駅（にほんおおどおり）                                |
| Stazione di Nihonrain-Imawatari               | 日本ライン今渡駅（にほんらいんいまわたり）                      |
| Stazione di Nihozu                            | 仁保津駅（にほづ）                                              |
| Stazione di Nii (Hyogo)                       | 新井駅 (兵庫県)（にい）                                         |
| Stazione di Nii (Mie)                         | 新居駅（にい）                                                  |
| Stazione di Niida (Fukushima)                 | 二井田駅（にいだ）                                              |
| Stazione di Niida (Kochi)                     | 仁井田駅 (高知県)（にいだ）                                     |
| Stazione di Niigata                           | 新潟駅（にいがた）                                              |
| Stazione di Niigata-daigaku-mae               | 新潟大学前駅（にいがただいがくまえ）                            |
| Stazione di Niihama                           | 新居浜駅（にいはま）                                            |
| Stazione di Niihari                           | 新治駅（にいはり）                                              |
| Stazione di Niikappu                          | 新冠駅（にいかっぷ）                                            |
| Stazione di Niimi                             | 新見駅（にいみ）                                                |
| Stazione di Niimura                           | 新村駅（にいむら）                                              |
| Stazione di Niino                             | 新野駅 (兵庫県)（にいの）                                       |
| Stazione di Niisato                           | 新里駅 (群馬県)（にいさと）                                     |
| Stazione di Niita                             | 仁井田駅 (栃木県)（にいた）                                     |
| Stazione di Niitsu                            | 新津駅（にいつ）                                                |
| Stazione di Niitsuki                          | 新月駅（にいつき）                                              |
| Stazione di Niitsuru                          | 新鶴駅（にいつる）                                              |
| Stazione di Niiya                             | 新谷駅（にいや）                                                |
| Stazione di Niiza                             | 新座駅（にいざ）                                                |
| Stazione di Niiza Kamotsu Terminal            | 新座貨物ターミナル駅（にいざかもつたーみなる）                  |
| Stazione di Niizaki                           | 新崎駅（にいざき）                                              |
| Stazione di Niizato                           | 新郷駅 (岡山県)（にいざと）                                     |
| Stazione di Nijikken                          | 二十軒駅（にじっけん）                                          |
| Stazione di Nijino                            | 虹の駅（にじの）                                                |
| Stazione di Nijinomatsubara                   | 虹ノ松原駅（にじのまつばら）                                    |
| Stazione di Nijō (Kyoto)                      | 二条駅（にじょう）                                              |
| Stazione di Nijō (Nara)                       | 二上駅（にじょう）                                              |
| Stazione di Nijō-jinjaguchi                   | 二上神社口駅（にじょうじんじゃぐち）                            |
| Stazione di Nijōjōmae                         | 二条城前駅（にじょうじょうまえ）                                |
| Stazione di Nijōzan                           | 二上山駅（にじょうざん）                                        |
| Stazione di Nijūbashimae                      | 二重橋前駅（にじゅうばしまえ）                                  |
| Stazione di Nijūyonken                        | 二十四軒駅（にじゅうよんけん）                                  |
| Stazione di Nikaho                            | 仁賀保駅（にかほ）                                              |
| Stazione di Nikaidō                           | 二階堂駅（にかいどう）                                          |
| Stazione di Nikenchaya                        | 二軒茶屋駅 (京都府)（にけんちゃや）                             |
| Stazione di Nikenjaya                         | 二軒茶屋駅 (鹿児島県)（にけんぢゃや）                           |
| Stazione di Nikenya                           | 二軒屋駅（にけんや）                                            |
| Stazione di Niki                              | 仁木駅（にき）                                                  |
| Stazione di Nikkakagakumae                    | 日華化学前駅（にっかかがくまえ）                                |
| Stazione di Nikkawa                           | 新川駅 (群馬県)（にっかわ）                                     |
| Stazione di Nikkō                             | 日光駅（にっこう）                                              |
| Stazione di Nikkōmae                          | 日工前駅（にっこうまえ）                                        |
| Stazione di Nima                              | 仁万駅（にま）                                                  |
| Stazione di Ningyōchō                         | 人形町駅（にんぎょうちょう）                                    |
| Stazione di Ninohe                            | 二戸駅（にのへ）                                                |
| Stazione di Ninokuchi                         | 新ノ口駅（にのくち）                                            |
| Stazione di Ninomiya                          | 二宮駅（にのみや）                                              |
| Stazione di Ninose                            | 二ノ瀬駅（にのせ）                                              |
| Stazione di Nippa                             | 新羽駅（にっぱ）                                                |
| Stazione di Nippombashi                       | 日本橋駅 (大阪府)（にっぽんばし）                               |
| Stazione di Nippori                           | 日暮里駅（にっぽり）                                            |
| Stazione di Niragawa                          | 韮川駅（にらがわ）                                              |
| Stazione di Nirasaki                          | 韮崎駅（にらさき）                                              |
| Stazione di Nirayama                          | 韮山駅（にらやま）                                              |
| Stazione di Niregi                            | 楡木駅（にれぎ）                                                |
| Stazione di Nirehara                          | 楡原駅（にれはら）                                              |
| Stazione di Nirigahama                        | 二里ヶ浜駅（にりがはま）                                        |
| Stazione di Nirō                              | 二郎駅（にろう）                                                |
| Stazione di Nisato                            | 新里駅 (青森県)（にさと）                                       |
| Stazione di Niseko                            | ニセコ駅                                                        |
| Stazione di Nishi-Achi                        | 西阿知駅（にしあち）                                            |
| Stazione di Nishi-Agano                       | 西吾野駅（にしあがの）                                          |
| Stazione di Nishi-Aioi                        | 西相生駅（にしあいおい）                                        |
| Stazione di Nishi-Akashi                      | 西明石駅（にしあかし）                                          |
| Stazione di Nishi-Aoyama                      | 西青山駅（にしあおやま）                                        |
| Stazione di Nishiarai                         | 西新井駅（にしあらい）                                          |
| Stazione di Nishiaraidaishi-nishi             | 西新井大師西駅（にしあらいだいしにし）                          |
| Stazione di Nishi-Arita                       | 西有田駅（にしありた）                                          |
| Stazione di Nishi-Ashikajima                  | 西海鹿島駅（にしあしかじま）                                    |
| Stazione di Nishi-Awakura                     | 西粟倉駅（にしあわくら）                                        |
| Stazione di Nishibara                         | 西原駅 (徳島県)（にしばら）                                     |
| Stazione di Nishi-Bessho                      | 西別所駅（にしべっしょ）                                        |
| Stazione di Nishi-Betsuin                     | 西別院駅（にしべついん）                                        |
| Stazione di Nishi-Biwajima                    | 西枇杷島駅（にしびわじま）                                      |
| Stazione di Nishibukuro                       | 西袋駅（にしぶくろ）                                            |
| Stazione di Nishibun                          | 西分駅（にしぶん）                                              |
| Stazione di Nishi-Chiba                       | 西千葉駅（にしちば）                                            |
| Stazione di Nishichō                          | 西町駅（にしちょう）                                            |
| Stazione di Nishi-Chōfu                       | 西調布駅（にしちょうふ）                                        |
| Stazione di Nishidai (Hyogo)                  | 西代駅（にしだい）                                              |
| Stazione di Nishidai (Tochigi)                | 西田井駅（にしだい）                                            |
| Stazione di Nishidai (Tokyo)                  | 西台駅（にしだい）                                              |
| Stazione di Nishi-Ei                          | 西頴娃駅（にしえい）                                            |
| Stazione di Nishi-Eifuku                      | 西永福駅（にしえいふく）                                        |
| Stazione di Nishi-Eigashima                   | 西江井ヶ島駅（にしえいがしま）                                  |
| Stazione di Nishifu                           | 西府駅（にしふ）                                                |
| Stazione di Nishi-Fujinomiya                  | 西富士宮駅（にしふじのみや）                                    |
| Stazione di Nishi-Fujiwara                    | 西藤原駅（にしふじわら）                                        |
| Stazione di Nishi-Funabashi                   | 西船橋駅（にしふなばし）                                        |
| Stazione di Nishi-Furukawa                    | 西古川駅（にしふるかわ）                                        |
| Stazione di Nishi-Futami                      | 西二見駅（にしふたみ）                                          |
| Stazione di Nishigahara                       | 西ヶ原駅（にしがはら）                                          |
| Stazione di Nishigahara Yonchōme              | 西ヶ原四丁目駅（にしがはらよんちょうめ）                        |
| Stazione di Nishigahō                         | 西ヶ方駅（にしがほう）                                          |
| Stazione di Nishigawa Ryokudōkōen             | 西川緑道公園駅（にしがわりょくどうこうえん）                    |
| Stazione di Nishigawara                       | 西川原駅（にしがわら）                                          |
| Stazione di Nishi-Gifu                        | 西岐阜駅（にしぎふ）                                            |
| Stazione di Nishigishi                        | 西岸駅（にしぎし）                                              |
| Stazione di Nishi-Gobō                        | 西御坊駅（にしごぼう）                                          |
| Stazione di Nishi-Goryō                       | 西御料駅（にしごりょう）                                        |
| Stazione di Nishi Hatchōme                    | 西8丁目駅（にしはっちょうめ）                                   |
| Stazione di Nishi-Hachiōji                    | 西八王子駅（にしはちおうじ）                                    |
| Stazione di Nishi-Hamada                      | 西浜田駅（にしはまだ）                                          |
| Stazione di Nishi-Hamanomachi                 | 西浜町駅（にしはまのまち）                                      |
| Stazione di Nishi-Hanyū                       | 西羽生駅（にしはにゅう）                                        |
| Stazione di Nishihara                         | 西原駅 (広島県)（にしはら）                                     |
| Stazione di Nishiharu                         | 西春駅（にしはる）                                              |
| Stazione di Nishi-Harue                       | 西春江駅（にしはるえ）                                          |
| Stazione di Nishihata                         | 西畑駅（にしはた）                                              |
| Stazione di Nishi-Hazu                        | 西幡豆駅（にしはず）                                            |
| Stazione di Nishi-Hino                        | 西日野駅（にしひの）                                            |
| Stazione di Nishi-Hiranai                     | 西平内駅（にしひらない）                                        |
| Stazione di Nishi-Hiroshima                   | 西広島駅（にしひろしま）                                        |
| Stazione di Nishi-Hitoyoshi                   | 西人吉駅（にしひとよし）                                        |
| Stazione di Nishi-Hōda                        | 西這田駅（にしほうだ）                                          |
| Stazione di Nishi-Horibata                    | 西堀端駅（にしほりばた）                                        |
| Stazione di Nishi-Ichinomiya                  | 西一宮駅（にしいちのみや）                                      |
| Stazione di Nishi-Isahaya                     | 西諫早駅（にしいさはや）                                        |
| Stazione di Nishi-Iwakuni                     | 西岩国駅（にしいわくに）                                        |
| Stazione di Nishi-Izumi (Kagoshima)           | 西出水駅（にしいずみ）                                          |
| Stazione di Nishiizumi (Ishikawa)             | 西泉駅（にしいずみ）                                            |
| Stazione di Nishi-Izumo                       | 西出雲駅（にしいずも）                                          |
| Stazione di Nishijin                          | 西新駅（にしじん）                                              |
| Stazione di Nishijō                           | 西条駅 (長野県)（にしじょう）                                   |
| Stazione di Nishi Jūgochōme                   | 西15丁目駅（にしじゅうごちょうめ）                              |
| Stazione di Nishi Jūhatchōme                  | 西18丁目駅（にしじゅうはっちょうめ）                            |
| Stazione di Nishi Jūitchōme                   | 西11丁目駅（にしじゅういっちょうめ）                            |
| Stazione di Nishi-Kagura                      | 西神楽駅（にしかぐら）                                          |
| Stazione di Nishi-Kajima                      | 西鹿島駅（にしかじま）                                          |
| Stazione di Nishi-Kakegawa                    | 西掛川駅（にしかけがわ）                                        |
| Stazione di Nishi-Kamakura                    | 西鎌倉駅（にしかまくら）                                        |
| Stazione di Nishi-Kanazawa                    | 西金沢駅（にしかなざわ）                                        |
| Stazione di Nishi-Kani                        | 西可児駅（にしかに）                                            |
| Nishi-Kannonmachi                             | 西観音町駅（にしかんのんまち）                                  |
| Stazione di Nishi-Karashimachō                | 西辛島町駅（にしからしまちょう）                                |
| Stazione di Nishi-Karatsu                     | 西唐津駅（にしからつ）                                          |
| Stazione di Nishi-Kasai                       | 西葛西駅（にしかさい）                                          |
| Stazione di Nishi-Kasamatsu                   | 西笠松駅（にしかさまつ）                                        |
| Stazione di Nishi-Kaseda                      | 西笠田駅（にしかせだ）                                          |
| Stazione di Nishikata                         | 西方駅（にしかた）                                              |
| Stazione di Nishi-Katakami                    | 西片上駅（にしかたかみ）                                        |
| Stazione di Nishi-Katsumada                   | 西勝間田駅（にしかつまだ）                                      |
| Stazione di Nishi-Kawada                      | 西川田駅（にしかわだ）                                          |
| Stazione di Nishi-Kawagoe                     | 西川越駅（にしかわごえ）                                        |
| Stazione di Nishi-Kawaguchi                   | 西川口駅（にしかわぐち）                                        |
| Stazione di Nishi-Kazumi                      | 西加積駅（にしかづみ）                                          |
| Stazione di Nishiki                           | 錦駅（にしき）                                                  |
| Stazione di Nishikichō                        | 錦町駅（にしきちょう）                                          |
| Stazione di Nishi-Kizu                        | 西木津駅（にしきづ）                                            |
| Stazione di Nishi-Kiga                        | 西気賀駅（にしきが）                                            |
| Stazione di Nishikinohama                     | 二色浜駅（にしきのはま）                                        |
| Stazione di Nishi-Kinuyama                    | 西衣山駅（にしきぬやま）                                        |
| Stazione di Nishikioka                        | 錦岡駅（にしきおか）                                            |
| Stazione di Nishi-Kiryū                       | 西桐生駅（にしきりゅう）                                        |
| Stazione di Nishi-Kitami                      | 西北見駅（にしきたみ）                                          |
| Stazione di Nishi-Koba                        | 西木場駅（にしこば）                                            |
| Stazione di Nishi-Kobayashi                   | 西小林駅（にしこばやし）                                        |
| Stazione di Nishi-Koizumi                     | 西小泉駅（にしこいずみ）                                        |
| Stazione di Nishi-Kokubunji                   | 西国分寺駅（にしこくぶんじ）                                    |
| Stazione di Nishi-Kokura                      | 西小倉駅（にしこくら）                                          |
| Stazione di Nishi-Koyama                      | 西小山駅（にしこやま）                                          |
| Stazione di Nishi-Kozakai                     | 西小坂井駅（にしこざかい）                                      |
| Stazione di Nishikujō                         | 西九条駅（にしくじょう）                                        |
| Stazione di Nishi-Kunitachi                   | 西国立駅（にしくにたち）                                        |
| Stazione di Nishi-Kurisu                      | 西栗栖駅（にしくりす）                                          |
| Stazione di Nishi-Kurosaki                    | 西黒崎駅（にしくろさき）                                        |
| Stazione di Nishi-Kuwana                      | 西桑名駅（にしくわな）                                          |
| Stazione di Nishikyōgoku                      | 西京極駅（にしきょうごく）                                      |
| Stazione di Nishi-Maeda                       | 西前田駅（にしまえだ）                                          |
| Stazione di Nishi-Magome                      | 西馬込駅（にしまごめ）                                          |
| Stazione di Nishi-Maiko                       | 西舞子駅（にしまいこ）                                          |
| Stazione di Nishi-Maizuru                     | 西舞鶴駅（にしまいづる）                                        |
| Stazione di Nishi-Matsuida                    | 西松井田駅（にしまついだ）                                      |
| Stazione di Nishi-Matsumoto                   | 西松本駅（にしまつもと）                                        |
| Stazione di Nishime                           | 西目駅（にしめ）                                                |
| Stazione di Nishi-Memambetsu                  | 西女満別駅（にしめまんべつ）                                    |
| Stazione di Nishi-Miyakonojō                  | 西都城駅（にしみやこのじょう）                                  |
| Stazione di Nishi-Miyoshi                     | 西三次駅（にしみよし）                                          |
| Stazione di Nishi-Mizuho                      | 西瑞穂駅（にしみずほ）                                          |
| Stazione di Nishi-Motomachi                   | 西元町駅（にしもとまち）                                        |
| Stazione di Nishi-Mukō                        | 西向日駅（にしむこう）                                          |
| Stazione di Nishimuta                         | 西牟田駅（にしむた）                                            |
| Stazione di Nishinada                         | 西灘駅（にしなだ）                                              |
| Stazione di Nishi-Nagahori                    | 西長堀駅（にしながほり）                                        |
| Stazione di Nishi-Nagata                      | 西長田駅（にしながた）                                          |
| Stazione di Nishinaka                         | 西中駅（にしなか）                                              |
| Stazione di Nishinakadōri                     | 西中通駅（にしなかどおり）                                      |
| Stazione di Nishinakajima-Minamigata          | 西中島南方駅（にしなかじまみなみがた）                          |
| Stazione di Nishi-Nakano                      | 西中野駅（にしなかの）                                          |
| Stazione di Nishi-Namerikawa                  | 西滑川駅（にしなめりかわ）                                      |
| Stazione di Nishi-Nasuno                      | 西那須野駅（にしなすの）                                        |
| Stazione di Nishi Nijūhatchōme                | 西28丁目駅（にしにじゅうはっちょうめ）                          |
| Stazione di Nishi-Nippori                     | 西日暮里駅（にしにっぽり）                                      |
| Stazione di Nishi-Nobuto                      | 西登戸駅（にしのぶと）                                          |
| Stazione di Nishi-Nojiri                      | 西野尻駅（にしのじり）                                          |
| Stazione di Nishinokuchi                      | 西ノ口駅（にしのくち）                                          |
| Stazione di Nishinokyō                        | 西ノ京駅（にしのきょう）                                        |
| Stazione di Nishinomiya (JR West)             | 西宮駅 (JR西日本)（にしのみや）                                 |
| Stazione di Nishinomiya (Hanshin)             | 西宮駅 (阪神)（にしのみや）                                     |
| Stazione di Nishinomiya-kitaguchi             | 西宮北口駅（にしのみやきたぐち）                                |
| Stazione di Nishinomiya-Najio                 | 西宮名塩駅（にしのみやなじお）                                  |
| Stazione di Nishinoshō                        | 西ノ庄駅（にしのしょう）                                        |
| Stazione di Nishi-Nyūzen                      | 西入善駅（にしにゅうぜん）                                      |
| Stazione di Nishio                            | 西尾駅（にしお）                                                |
| Stazione di Nishi-Obihiro                     | 西帯広駅（にしおびひろ）                                        |
| Stazione di Nishioe                           | 西麻植駅（にしおえ）                                            |
| Stazione di Nishi-Ogikubo                     | 西荻窪駅（にしおぎくぼ）                                        |
| Stazione di Nishioguchi                       | 西尾口駅（にしおぐち）                                          |
| Stazione di Nishi-Okayama                     | 西岡山駅（にしおかやま）                                        |
| Stazione di Nishi-Okazaki                     | 西岡崎駅（にしおかざき）                                        |
| Stazione di Nishi-Ōchi                        | 西相知駅（にしおうち）                                          |
| Stazione di Nishi-Ōgaki                       | 西大垣駅（にしおおがき）                                        |
| Stazione di Nishi-Ōgata                       | 西大方駅（にしおおがた）                                        |
| Stazione di Nishi-Ōhara                       | 西大原駅（にしおおはら）                                        |
| Stazione di Nishiōhashi                       | 西大橋駅（にしおおはし）                                        |
| Stazione di Nishi-Ōi                          | 西大井駅（にしおおい）                                          |
| Stazione di Nishi-Ōita                        | 西大分駅（にしおおいた）                                        |
| Stazione di Nishiōji                          | 西大路駅（にしおおじ）                                          |
| Stazione di Nishiōji Oike                     | 西大路御池駅（にしおおじおいけ）                                |
| Stazione di Nishiōji-Sanjō                    | 西大路三条駅（にしおおじさんじょう）                            |
| Stazione di Nishi-Ōjima                       | 西大島駅（にしおおじま）                                        |
| Stazione di Nishi-Ōmiya                       | 西大宮駅（にしおおみや）                                        |
| Stazione di Nishi-Ōsaki                       | 西大崎駅（にしおおさき）                                        |
| Stazione di Nishi-Ōtaki                       | 西大滝駅（にしおおたき）                                        |
| Stazione di Nishi-Ōte                         | 西大手駅（にしおおて）                                          |
| Stazione di Nishi-Ōtsuka                      | 西大塚駅（にしおおつか）                                        |
| Stazione di Nishi-Ōya                         | 西大家駅（にしおおや）                                          |
| Stazione di Nishi-Ōyama                       | 西大山駅（にしおおやま）                                        |
| Stazione di Nishi-Ōzu                         | 西大洲駅（にしおおず）                                          |
| Stazione di Nishi-Rubeshibe                   | 西留辺蘂駅（にしるべしべ）                                      |
| Stazione di Nishi-Sabae                       | 西鯖江駅（にしさばえ）                                          |
| Stazione di Nishi-Sagae                       | 西寒河江駅（にしさがえ）                                        |
| Stazione di Nishi-Sakawa                      | 西佐川駅（にしさかわ）                                          |
| Stazione di Nishi-Samani                      | 西様似駅（にしさまに）                                          |
| Stazione di Nishi-Sanso                       | 西三荘駅（にしさんそう）                                        |
| Stazione di Nishisato                         | 西里駅（にしさと）                                              |
| Stazione di Nishi-Seiwa                       | 西聖和駅（にしせいわ）                                          |
| Stazione di Nishisendai-Hairand               | 西仙台ハイランド駅（にしせんだいはいらんど）                    |
| Stazione di Nishisen Jūichijō                 | 西線11条駅（にしせんじゅういちじょう）                          |
| Stazione di Nishisen Jūrokujō                 | 西線16条駅（にしせんじゅうろくじょう）                          |
| Stazione di Nishisen Jūyojō                   | 西線14条駅（にしせんじゅうよじょう）                            |
| Stazione di Nishisen Kujō Asahiyama-kōen-dōri | 西線9条旭山公園通駅（にしせんくじょうあさひやまこうえんどおり） |
| Stazione di Nishisen Rokujō                   | 西線6条駅（にしせんろくじょう）                                 |
| Stazione di Nishi-Shibata                     | 西新発田駅（にししばた）                                        |
| Stazione di Nishi-Shikama                     | 西飾磨駅（にししかま）                                          |
| Stazione di Nishi-Shimmachi                   | 西新町駅（にししんまち）                                        |
| Stazione di Nishi-Shinjuku                    | 西新宿駅（にししんじゅく）                                      |
| Stazione di Nishi-Shinjuku Gochōme            | 西新宿五丁目駅（にししんじゅくごちょうめ）                      |
| Stazione di Nishi-Shiogama                    | 西塩釜駅（にししおがま）                                        |
| Stazione di Nishi-Shiroi                      | 西白井駅（にししろい）                                          |
| Stazione di Nishi-Shoro                       | 西庶路駅（にししょろ）                                          |
| Stazione di Nishi-Soeda                       | 西添田駅（にしそえだ）                                          |
| Stazione di Nishi-Sugamo                      | 西巣鴨駅（にしすがも）                                          |
| Stazione di Nishi-Suzurandai                  | 西鈴蘭台駅（にしすずらんだい）                                  |
| Stazione di Nishi-Tabira                      | 西田平駅（にしたびら）                                          |
| Stazione di Nishi-Tachiarai                   | 西太刀洗駅（にしたちあらい）                                    |
| Stazione di Nishi-Tachikawa                   | 西立川駅（にしたちかわ）                                        |
| Stazione di Nishi-Taishidō                    | 西太子堂駅（にしたいしどう）                                    |
| Stazione di Nishi-Takakura                    | 西高蔵駅（にしたかくら）                                        |
| Stazione di Nishi-Takanosu                    | 西鷹巣駅（にしたかのす）                                        |
| Stazione di Nishi-Takaoka                     | 西高岡駅（にしたかおか）                                        |
| Stazione di Nishi-Takashimadaira              | 西高島平駅（にしたかしまだいら）                                |
| Stazione di Nishi-Takasu                      | 西高須駅（にしたかす）                                          |
| Stazione di Nishi-Takaya                      | 西高屋駅（にしたかや）                                          |
| Stazione di Nishi-Takisawa                    | 西滝沢駅（にしたきさわ）                                        |
| Stazione di Nishitanabe                       | 西田辺駅（にしたなべ）                                          |
| Stazione di Nishi-Tawaramoto                  | 西田原本駅（にしたわらもと）                                    |
| Stazione di Nishi-Tengachaya                  | 西天下茶屋駅（にしてんがちゃや）                                |
| Stazione di Nishitetsu Chihaya                | 西鉄千早駅（にしてつちはや）                                    |
| Stazione di Nishitetsu Fukuma                 | 西鉄福間駅（にしてつふくま）                                    |
| Stazione di Nishitetsu Futsukaichi            | 西鉄二日市駅（にしてつふつかいち）                              |
| Stazione di Nishitetsu Ginsui                 | 西鉄銀水駅（にしてつぎんすい）                                  |
| Stazione di Nishitetsu Gojō                   | 西鉄五条駅（にしてつごじょう）                                  |
| Stazione di Nishitetsu Hirao                  | 西鉄平尾駅（にしてつひらお）                                    |
| Stazione di Nishitetsu Kashii                 | 西鉄香椎駅（にしてつかしい）                                    |
| Stazione di Nishitetsu Koga                   | 西鉄古賀駅（にしてつこが）                                      |
| Stazione di Nishitetsu Kurume                 | 西鉄久留米駅（にしてつくるめ）                                  |
| Stazione di Nishitetsu Nakashima              | 西鉄中島駅（にしてつなかしま）                                  |
| Stazione di Nishitetsu Ogōri                  | 西鉄小郡駅（にしてつおごおり）                                  |
| Stazione di Nishitetsu Shingū                 | 西鉄新宮駅（にしてつしんぐう）                                  |
| Stazione di Nishitetsu Wataze                 | 西鉄渡瀬駅（にしてつわたぜ）                                    |
| Stazione di Nishitetsu Yanagawa               | 西鉄柳川駅（にしてつやながわ）                                  |
| Stazione di Nishi-Tokorozawa                  | 西所沢駅（にしところざわ）                                      |
| Stazione di Nishi-Tomii                       | 西富井駅（にしとみい）                                          |
| Stazione di Nishi-Tomioka                     | 西富岡駅（にしとみおか）                                        |
| Stazione di Nishi-Toride                      | 西取手駅（にしとりで）                                          |
| Stazione di Nishi-Toyama                      | 西富山駅（にしとやま）                                          |
| Stazione di Nishi-Tsubame                     | 西燕駅（にしつばめ）                                            |
| Stazione di Nishi-Tsuruga                     | 西敦賀駅（にしつるが）                                          |
| Stazione di Nishi-Ueda                        | 西上田駅（にしうえだ）                                          |
| Stazione di Nishi-Umeda                       | 西梅田駅（にしうめだ）                                          |
| Stazione di Nishi-Uozu                        | 西魚津駅（にしうおづ）                                          |
| Stazione di Nishiura                          | 西浦駅（にしうら）                                              |
| Stazione di Nishi-Urakami                     | 西浦上駅（にしうらかみ）                                        |
| Stazione di Nishi-Urawa                       | 西浦和駅（にしうらわ）                                          |
| Stazione di Nishi-Wada                        | 西和田駅（にしわだ）                                            |
| Stazione di Nishi-Wakamatsu                   | 西若松駅（にしわかまつ）                                        |
| Stazione di Nishiwakishi                      | 西脇市駅（にしわきし）                                          |
| Stazione di Nishi-Waseda                      | 西早稲田駅（にしわせだ）                                        |
| Stazione di Nishiya                           | 西谷駅（にしや）                                                |
| Stazione di Nishi-Yaizu                       | 西焼津駅（にしやいづ）                                          |
| Stazione di Nishiyama (Fukuoka)               | 西山駅 (福岡県)（にしやま）                                     |
| Stazione di Nishiyama (Niigata)               | 西山駅 (新潟県)（にしやま）                                     |
| Stazione di Nishiyamaguchi                    | 西山口駅（にしやまぐち）                                        |
| Stazione di Nishiyamakōen                     | 西山公園駅（にしやまこうえん）                                  |
| Stazione di Nishi-Yamana                      | 西山名駅（にしやまな）                                          |
| Stazione di Nishiyashiki                      | 西屋敷駅（にしやしき）                                          |
| Stazione di Nishi-Yokohama                    | 西横浜駅（にしよこはま）                                        |
| Stazione di Nishi Yonchōme                    | 西4丁目駅（にしよんちょうめ）                                   |
| Stazione di Nishi-Yonezawa                    | 西米沢駅（にしよねざわ）                                        |
| Stazione di Nishi-Yoshii                      | 西吉井駅（にしよしい）                                          |
| Stazione di Nishōishi                         | 二升石駅（にしょういし）                                        |
| Stazione di Nissei-Chūō                       | 日生中央駅（にっせいちゅうおう）                                |
| Stazione di Nisseki-byōinmae                  | 日赤病院前駅（にっせきびょういんまえ）                          |
| Stazione di Nisshin (Aichi)                   | 日進駅 (愛知県)（にっしん）                                     |
| Stazione di Nisshin (Hokkaido)                | 日進駅 (北海道)（にっしん）                                     |
| Stazione di Nisshin (Saitama)                 | 日進駅 (埼玉県)（にっしん）                                     |
| Stazione di Nitanai                           | 似内駅（にたない）                                              |
| Stazione di Nitta (Fukushima)                 | 新田駅 (福島県)（にった）                                       |
| Stazione di Nitta (Miyagi)                    | 新田駅 (宮城県)（にった）                                       |
| Stazione di Nittaki                           | 日立木駅（にったき）                                            |
| Stazione di Nittano                           | 新田野駅（にったの）                                            |
| Stazione di Nittazuka                         | 新田塚駅（にったづか）                                          |
| Stazione di Niwasaka                          | 庭坂駅（にわさか）                                              |
| Stazione di Niwase                            | 庭瀬駅（にわせ）                                                |
| Stazione di Niyama                            | 仁山駅（にやま）                                                |

### No
| Stazione di Nō                          | 能生駅（のう）                           |
| Stazione di Nobeoka                     | 延岡駅（のべおか）                       |
| Stazione di Nobeyama                    | 野辺山駅（のべやま）                     |
| Stazione di Nobiru                      | 野蒜駅（のびる）                         |
| Stazione di Noboribetsu                 | 登別駅（のぼりべつ）                     |
| Stazione di Noborito                    | 登戸駅（のぼりと）                       |
| Stazione di Nobukata                    | 延方駅（のぶかた）                       |
| Stazione di Nobuki                      | 信木駅（のぶき）                         |
| Stazione di Nobusha                     | 信砂駅（のぶしゃ）                       |
| Stazione di Nochi                       | 野馳駅（のち）                           |
| Stazione di Noda (JR West)              | 野田駅 (JR西日本)（のだ）                |
| Stazione di Noda (Hanshin)              | 野田駅 (阪神)（のだ）                    |
| Stazione di Nodagawa                    | 野田川駅（のだがわ）                     |
| Stazione di Nodagō                      | 野田郷駅（のだごう）                     |
| Stazione di Nodahanshin                 | 野田阪神駅（のだはんしん）               |
| Stazione di Nodajō                      | 野田城駅（のだじょう）                   |
| Stazione di Nodaoi                      | 野田生駅（のだおい）                     |
| Stazione di Nodashi                     | 野田市駅（のだし）                       |
| Stazione di Noda-Shimmachi              | 野田新町駅（のだしんまち）               |
| Stazione di Noda-Tamagawa               | 野田玉川駅（のだたまがわ）               |
| Stazione di Noe                         | 野江駅（のえ）                           |
| Stazione di Noe-Uchindai                | 野江内代駅（のえうちんだい）             |
| Stazione di Nōgakubumae                 | 農学部前駅（のうがくぶまえ）             |
| Stazione di Nogami                      | 野上駅（のがみ）                         |
| Stazione di Nogamihara                  | 野上原駅（のがみはら）                   |
| Stazione di Nogata                      | 野方駅（のがた）                         |
| Stazione di Nōgata                      | 直方駅（のおがた）                       |
| Stazione di Nogi (Shimane)              | 乃木駅（のぎ）                           |
| Stazione di Nogi (Tochigi)              | 野木駅（のぎ）                           |
| Stazione di Nogisawa                    | 野木沢駅（のぎさわ）                     |
| Stazione di Nogizaka                    | 乃木坂駅（のぎざか）                     |
| Stazione di Noheji                      | 野辺地駅（のへじ）                       |
| Stazione di Noichi                      | のいち駅                                 |
| Nojimakōen                              | 野島公園駅（のじまこうえん）             |
| Stazione di Nojiri                      | 野尻駅（のじり）                         |
| Stazione di Nokanan                     | 野花南駅（のかなん）                     |
| Stazione di Noke                        | 野芥駅（のけ）                           |
| Stazione di Nōkendai                    | 能見台駅（のうけんだい）                 |
| Stazione di Noma                        | 野間駅（のま）                           |
| Stazione di Nomachi                     | 野町駅（のまち）                         |
| Stazione di Nōmachi                     | 能町駅（のうまち）                       |
| Stazione di Nonai                       | 野内駅（のない）                         |
| Stazione di Nonaka                      | 野中駅（のなか）                         |
| Stazione di Nonami                      | 野並駅（のなみ）                         |
| Stazione di Nonodake                    | のの岳駅（ののだけ）                     |
| Stazione di Nonoichi (JR West)          | 野々市駅 (JR西日本)（ののいち）          |
| Stazione di Nonoichi (Hokuriku Railway) | 野々市駅 (北陸鉄道)（ののいち）          |
| Stazione di Nonoichi-Kōdaimae           | 野々市工大前駅（ののいちこうだいまえ）   |
| Stazione di Nonokuchi                   | 野々口駅（ののくち）                     |
| Stazione di Norfork Hiroba              | ノーフォーク広場駅（のーふぉーくひろば） |
| Stazione di Nopporo                     | 野幌駅（のっぽろ）                       |
| Stazione di Nose                        | 能瀬駅（のせ）                           |
| Stazione di Noseki                      | 野跡駅（のせき）                         |
| Stazione di Noshi                       | 野志駅（のし）                           |
| Stazione di Noshiro                     | 能代駅（のしろ）                         |
| Stazione di Notobe                      | 能登部駅（のとべ）                       |
| Stazione di Notogawa                    | 能登川駅（のとがわ）                     |
| Stazione di Noto-Kashima                | 能登鹿島駅（のとかしま）                 |
| Stazione di Noto-Nakajima               | 能登中島駅（のとなかじま）               |
| Stazione di Noto-Ninomiya               | 能登二宮駅（のとにのみや）               |
| Stazione di Noya                        | 野矢駅（のや）                           |
| Stazione di Nozaki (Osaka)              | 野崎駅 (大阪府)（のざき）                |
| Stazione di Nozaki (Tochigi)            | 野崎駅 (栃木県)（のざき）                |
| Stazione di Nozato                      | 野里駅（のざと）                         |
| Stazione di Nozawa                      | 野沢駅（のざわ）                         |
| Stazione di Nozoki                      | 及位駅（のぞき）                         |
| Stazione di Nukada                      | 額田駅 (茨城県)（ぬかだ）                |

### Nu
| Stazione di Nuka-Jūtakumae  | 額住宅前駅（ぬかじゅうたくまえ） |
| Stazione di Nukanan         | 糠南駅（ぬかなん）               |
| Stazione di Nukata          | 額田駅 (大阪府)（ぬかた）        |
| Stazione di Nukazawa        | 糠沢駅（ぬかざわ）               |
| Stazione di Nukumi          | 生見駅（ぬくみ）                 |
| Stazione di Nukuta          | 温田駅（ぬくた）                 |
| Stazione di Numabe          | 沼部駅（ぬまべ）                 |
| Stazione di Numabukuro      | 沼袋駅（ぬまぶくろ）             |
| Stazione di Numakubo        | 沼久保駅（ぬまくぼ）             |
| Stazione di Numanohata      | 沼ノ端駅（ぬまのはた）           |
| Stazione di Numanosawa      | 沼ノ沢駅（ぬまのさわ）           |
| Stazione di Numata          | 沼田駅（ぬまた）                 |
| Stazione di Numazu          | 沼津駅（ぬまづ）                 |
| Stazione di Nunobe          | 布部駅（ぬのべ）                 |
| Stazione di Nunohara        | 布原駅（ぬのはら）               |
| Stazione di Nunoichi        | 布市駅（ぬのいち）               |
| Stazione di Nunose          | 布忍駅（ぬのせ）                 |
| Stazione di Nunoshida       | 布師田駅（ぬのしだ）             |
| Stazione di Nunozaki        | 布崎駅（ぬのざき）               |
| Stazione di Nuttari         | 沼垂駅（ぬったり）               |
| Stazione di Nyūgawa (Ehime) | 壬生川駅（にゅうがわ）           |
| Stazione di Nyūgawa (Mie)   | 丹生川駅（にゅうがわ）           |
| Stazione di Nyūno           | 入野駅 (広島県)（にゅうの）      |
| Stazione di Nyūzen          | 入善駅（にゅうぜん）             |